# Žichlínek
Žichlínek (německy Sichelsdorf) je obec a vesnice  v okrese Ústí nad Orlicí v Pardubickém kraji. Leží přibližně dva kilometry jihovýchodně od Lanškrouna na cestě do Moravské Třebové. Žije zde 989 obyvatel. Celá zástavba obce a téměř celé její katastrální území leží v Čechách, jen několik parcel při jižní hranici obce původně náleželo ke katastru sousední obce Rychnov na Moravě, tedy historicky přísluší k Moravě.

## Historie
První písemná zmínka o vesnici pochází z roku 1304.
Po druhé světově válce byla většina původních obyvatel nuceně vysídlena.

## Přírodní poměry
Vesnicí protéká Moravská Sázava, do které se jižně od vsi vlévá Lukovský potok. U jejich soutoku se nachází poldr Žichlínek.

## Obyvatelstvo
Vesnice je centrem římskokatolické farnosti Žichlínek.
| Rok            | 1869 | 1880 | 1890 | 1900 | 1910 | 1921 | 1930 | 1950 | 1961 | 1970 | 1980 | 1991 | 2001 | 2011 | 2021 |
| -------------- | ---- | ---- | ---- | ---- | ---- | ---- | ---- | ---- | ---- | ---- | ---- | ---- | ---- | ---- | ---- |
| Počet obyvatel | 949  | 909  | 895  | 877  | 861  | 844  | 806  | 563  | 655  | 631  | 694  | 707  | 793  | 869  | 971  |
| Počet domů     | 162  | 161  | 158  | 159  | 163  | 159  | 171  | 158  | 141  | 145  | 169  | 198  | 231  | 268  | 301  |

## Obecní symboly
Znak a vlajka byly obci uděleny rozhodnutím předsedy Poslanecké sněmovny Parlamentu České republiky dne 17. června 2009.

## Doprava
Jižně od vesnice vede železniční trať Česká Třebová – Přerov, na které se nachází zastávka Žichlínek.

## Pamětihodnosti
- Kostel Narození svatého Jana Křtitele
- Památné stromy:
  - Jilm u Krátkých
  - Lípy u Skalických
  - Lípa u starého statku